# Team Milram
Team Milram was een Duitse ProTour-wielerploeg die werd gesponsord door zuivelfabrikant Nordmilch onder de merknaam Milram.
De ploeg is in 2006 ontstaan als een voortzetting van Domina Vacanze-ploeg. Het team werd toen onder andere versterkt met sprinter Alessandro Petacchi en zijn knechten Marco Velo, Fabio Sacchi en Alberto Ongarato. Daarnaast werd door de ploeg ook Maarten den Bakker, Erik Zabel en een handvol Duitse renners van Team Wiesenhof aangetrokken. Het team is grotendeels samengesteld met oog op massasprints. De rechtspersoon van de ploeg, Ciclosport Srl uit Ponte San Pietro, was eigendom van algemeen manager Gianluigi Stanga.
In 2007 beschuldigde Jörg Jaksche manager Gianluigi Stanga van actieve betrokkenheid bij de verstrekking van doping. Sponsor Nordmilch beëindigde eind 2007 de samenwerking met Stanga en de Nederlander Gerrie van Gerwen nam het roer over.
In 2008 werd de ploeg voortgezet onder de nieuwe rechtspersoon VeloCity GmbH, waarmee de ploeg ook een Duitse licentie verkreeg. In Dortmund wordt een voormalige jeugdherberg omgebouwd tot centraal trainingscentrum. Manager Van Gerwen eist dat de renners in de nabijheid van het trainingscomplex gaan wonen.
Eind 2008 werd de bezem door de ploeg gehaald. Kopmannen Alessandro Petacchi (dopingzaak), Igor Astarloa (dopingzaak) en Erik Zabel (pensioen) verlieten de ploeg terwijl de Duitse multitalenten Gerald Ciolek en Linus Gerdemann werden aangetokken. Ook onder anderen Fabian Wegmann, Markus Fothen, Robert Förster en Thomas Rohregger kwamen de gelederen versterken.
In oktober 2010 werd bekend dat manager Van Gerwen er niet in was geslaagd een nieuwe hoofdsponsor te vinden. De ploeg moest dus noodgedwongen stoppen met professioneel wielrennen.

## Grote rondes
| Jaar | Ronde van Italië                        | Ronde van Italië                            | Ronde van Frankrijk  | Ronde van Frankrijk | Ronde van Spanje        | Ronde van Spanje                             |
| Jaar | hoogste klassering                      | etappewinst                                 | hoogste klassering   | etappewinst         | hoogste klassering      | etappewinst                                  |
| ---- | --------------------------------------- | ------------------------------------------- | -------------------- | ------------------- | ----------------------- | -------------------------------------------- |
| 2006 | 21e Sergio Ghisalberti                  |                                             | 81e Björn Schröder   |                     | 62e Erik Zabel          | 4e en 21e Erik Zabel                         |
| 2007 | 72e Christian Knees Alessandro Petacchi | 3e, 7e, 11e, 18e en 21e Alessandro Petacchi | 47e Christian Knees  |                     | 73e Erik Zabel          | 7e Erik Zabel 11e en 12e Alessandro Petacchi |
| 2008 | 80e Erik Zabel                          |                                             | 29e Christian Knees  |                     | 42e Andrij Grivko       |                                              |
| 2009 | 29e Thomas Rohregger                    |                                             | 21e Christian Knees  |                     | 43e Christian Knees     | 2e Gerald Ciolek                             |
| 2010 | 16e Linus Gerdemann                     |                                             | 74e Thomas Rohregger |                     | 35e Johannes Fröhlinger |                                              |